# Теребовлянська гімназія
Теребовлянська гімназія — навчальний заклад у місті Теребовлі. Заснований у 1907 році з польською мовою викладання.

## Історія

### Період Австро-Угорщини,ЗУНРта її анексії Польщею (1907—1941рр.)
Під впливом революційних подій, які відбулися в країнах Західної Європи в XVI—XVIII ст., в Австро-Угорській імперії відбулися певні політичні та економічні зміни. Відбувся процес поступового занепаду феодального ладу і встановлення нових капіталістичних відносин.
У період правління австрійського цісаря Йосифа ІІ проводились певні реформи, які полегшували становище українського населення. Австрійський уряд звернув увагу на розвиток шкільництва в Галичині. В 1776 р. створено комісію, яка провела шкільну реформу. Було встановлено три типи народних шкіл: нормальні, головні і тривіальні.

### Сучасна гімназія
Від 1994 Теребовлянська гімназія відновилась як гімназія-школа-інтернат.
Директор — М. Михайлюк.
Навчаються понад 320 гімназистів за гуманітарним профілем із поглибленим вивченням іноземних мов. Учні гімназії — учасники та призери обласних, республіканських олімпіад; Всеукраїнського конкурсу учнівських пошукових робіт «Слідами історії», дипломанти Стокгольмського міжнародного конкурсу «Юнацький Водний Приз — 2005».
У гімназії діють літературно-мистецькі об'єднання юних поетів, наукове товариство, хор «Гімназист». Виходить шкільна газета «Нове покоління».
Гімназія налагодила зв'язки з ВНЗ міст Київ, Львів, Рівне і Тернопіль. Тут діє філія Тернопільського обласного територіального відділення Малої Академії наук.
У травні 1995 гімназію відвідала її випускниця — Слава Стецько.

## Викладацький склад
Директори:
- В. Гек (1907—1914),
- М. Вавжинець (1917—1918),
- В. Мазур (1919—1920),
- В. Філяр,
- П. Ратасінскі,
- Міссона.

Викладачі у гімназії: катехит отець Є. Веселовський, І. Зарицький, М. Капій, І. Ратушняк, А. Тарчук, Г. Тимощук, о. Є. Турула, І. Франчук, П. Чайківський, Л. Щирба.

## Випускники
Серед учнів Теребовлянської гімназії — Ісидор Борецький, Мар'ян Борачок, Володимир Василевич, О. Головацький, Мар'ян Крушельницький, Федір Маковський, Слава Стецько, Мар'ян Юзеф Реховіч та інші.
8 грудня 2017 року у закладі проведено урочисту академію з нагоди ювілею.